# 董氏鰍鮀
董氏鰍鮀（学名：Gobiobotia tungi）又名裸胸鰍鮀，为鲤科鰍鮀屬的鱼类，是中国的特有物种。分布于浙江富春江水系等。该物种的模式产地在浙江天目山。

## 扩展阅读
維基物種上的相關：董氏鰍鮀